# Axis Airways

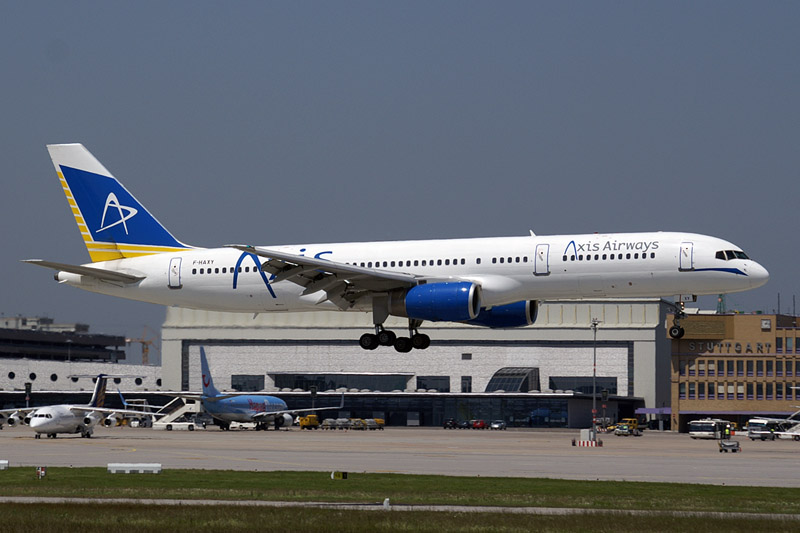
Boeing 757 da Axis Airways.

A Axis Airways é uma companhia francesa baseada em Marselha, França. Faz voos domésticos e internacionais. Actualmente, tem uma frota de 3 aviões.